# Hermann Haack (Schauspieler)
Hermann Haack, eigentlich Johann Friedrich August Hermann Dieckhoff (* 3. Februar 1844 in Berlin als Johann Friedrich August Hermann Bungenstab; † 27. Dezember 1910 in Charlottenburg bei Berlin) war ein deutscher Theaterschauspieler und -regisseur.

## Leben
Hermann Bungenstab kam 1844 als Sohn des Berliner Stadtwundarztes Heinrich Christian Bungenstab und dessen Frau Caroline Friederike, geb. Gutzkow, einer älteren Schwester des Schriftstellers Karl Gutzkow, zur Welt. Er war neun Jahre alt, als sein Vater am 27. Juli 1853 verstarb. Im Jahr darauf heiratete seine Mutter den Baumeister August Dieckhoff, von dem Hermann am 7. Dezember 1855 adoptiert wurde. In seiner Schauspielkarriere verwendete Hermann Dieckhoff später den Künstlernamen Hermann Haack.
Er begann seine Bühnenlaufbahn Anfang der 1870er Jahre, kam 1874 nach Bremen, 1875 nach Breslau, 1876 ans Residenztheater nach Dresden, trat 1877 in den Verband des Berliner Residenztheaters, dem er bis 1884 angehörte, wirkte 1885 in Rostock, 1886 in Moskau, schiffte sich 1888 nach Amerika ein, wo er zwei Jahre am Ambergtheater in New York tätig war, 1892 fürs Berliner Theater und 1893 fürs Berliner Residenztheater verpflichtet, dem er fünf Jahre angehörte, trat 1898 zum Neuen Theater über und folgte 1899 einem Antrag an das Residenztheater in Hannover, wo er sich besonders als Darsteller älterer Salonväter in außerordentlich erfolgreicher Weise hervortat. Zuletzt trat er am Trianontheater in Berlin auf.
Seit seiner Tätigkeit in Berlin hatte er in der Schauspielerwelt einen guten Namen und war auch als Regisseur erfolgreich tätig.
Dieckhoff-Haack war seit dem 3. Oktober 1892 mit Juliane Johanne Wendt verheiratet. Diese war eine Schwester der Titanic-Überlebenden Antoinette Flegenheim.